# Nephrotoma flavoposticata
Nephrotoma flavoposticata är en tvåvingeart som beskrevs av Alexander 1936. Nephrotoma flavoposticata ingår i släktet Nephrotoma och familjen storharkrankar. Inga underarter finns listade i Catalogue of Life.